# Валаси, Крис
Крис Меке Валаси (англ. Chris Meke Walasi; род. 18 мая 1980, Сулуфоу) — соломонский легкоатлет, специалист по бегу на короткие дистанции. Выступал за сборную Соломоновых Островов по лёгкой атлетике в период 2003—2014 годов, серебряный и бронзовый призёр чемпионатов Океании, обладатель двух бронзовых медалей Южнотихоокеанских игр, участник летних Олимпийских игр в Лондоне.

## Биография
Крис Валаси родился 18 мая 1980 года на острове Сулуфу провинции Малаита, Соломоновы Острова.
Первого серьёзно успеха на взрослом международном уровне добился в сезоне 2003 года, когда вошёл в основной состав соломонской национальной сборной и побывал на Южнотихоокеанских играх в Суве, откуда привёз награду бронзового достоинства, выигранную в эстафете 4 × 400 метров. Также был здесь четвёртым в эстафете 4 × 100 метров и шестым в беге на 400 метров.
В 2004 году выиграл бронзовую медаль на чемпионате Океании в Таунсвилле, выступил на чемпионате мира в помещении в Будапеште, где в беге на 200 метров показал 26 результат.
В 2005 году в эстафете 4 × 400 метров завоевал бронзовую медаль на Южнотихоокеанских мини-играх в Короре, бежал 400 метров на чемпионате мира в Хельсинки.
На чемпионате Океании 2006 года в Апии стал серебряным призёром в беге на 400 метров. Участвовал в Играх Содружества в Мельбурне.
В 2007 году выиграл бронзовую медаль в эстафете 4 × 400 метров на Южнотихоокеанских играх в Апии.
Выступал на чемпионатах Океании 2008 и 2010 годов, однако попасть здесь в число призёров не смог. Отметился выступлением на Играх Содружества в Дели, где так же был далёк от попадания в число призёров. 
В 2012 году в беге на 60 метров стартовал на мировом первенстве в помещении в Стамбуле. Благодаря череде удачных выступлений удостоился права защищать честь страны на летних Олимпийских играх в Лондоне. В беге на 100 метров показал время 11,42 и не смог преодолеть предварительный квалификационный этап.
После лондонской Олимпиады Валаси ещё в течение некоторого времени оставался в составе легкоатлетической команды Соломоновых Островов и продолжал принимать участие в крупнейших международных соревнованиях. Так, в 2014 году он выступил на чемпионате Океании в Раротонге, где стал тринадцатым в беге на 100 метров, двенадцатым в беге на 200 метров и шестым в эстафете 4 × 100 метров.